# 国鉄タキ11000形貨車
国鉄タキ11000形貨車（こくてつタキ11000がたかしゃ）とは、1964年（昭和39年）から製作された、石油類専用の 35 t 積タンク貨車（私有貨車）である。製造時は日本国有鉄道（国鉄）、1987年（昭和62年）の国鉄分割民営化後に日本貨物鉄道（JR貨物）に車籍を有した。
同一の車体構造で同時に製作されたパラフィン専用タンク車タキ6150形についても本項目で解説する。

## 概要
C重油など高比重・高粘度の油種を輸送するための輸送用のタンク車で寒冷地において使用するため、蒸気加熱管と保温材（キセ）を備えたタンク車である。
1964年から1968年（昭和43年）にかけて日本車輌製造・三菱重工業で2形式合計137両が製作された。
1979年（昭和54年）10月より化成品分類番号「燃31」（燃焼性の物質、引火性液体、危険性度合2（中））が標記された。

## 構造
タキ9800形に類似するが、保温材（キセ）と台枠を持つ点が異なる。タンク体はドーム付きで軽量化のため、1964年 - 1966年（昭和41年）製造車は高張力鋼製、1967年（昭和42年）以降の製造車は耐候性高張力鋼製である。テーパーのない直円柱形状であるが、中央部の径は両端部より太く、中央部と両端の接続部を斜円錐状の造形とした「魚腹型異径胴」と称される形態である。取卸時に積荷の流動性を確保するため、タンク内部には高圧蒸気を通す加熱管を装備し、外周には保温のために厚さ100mmのグラスウール断熱材と薄鋼板製の外板が装備されている。
荷役方式はタンク上部のドームから積み込み、タンク下部中央に設けた吐出管を用いる上入れ・下出し方式である。
下回りは車体側面に台車枕梁の間を繋ぐ側梁があり、1967年以降の製造車では軽量化が図られている。台車はTR41C。ブレーキ装置は手ブレーキと空気ブレーキである。

## 形式・形態別詳説

### タキ11000形
35 t 積の石油類（除ガソリン）専用タンク車である。1964年から1968年にかけて133両（タキ11000 - タキ11132）が日本車輌製造・三菱重工業で製作された。
各年度による製造会社と両数は次のとおりである。（所有者は落成時の社名）
- 昭和38年度 - 8両
  - 日本車輌製造 8両 日本石油（タキ11000 - タキ11007）
- 昭和39年度 - 15両
  - 日本車輌製造 2両 石油荷役（タキ11008 - タキ11009）
  - 日本車輌製造 3両 大協石油（タキ11010 - タキ11012）
  - 日本車輌製造 8両 日本石油（タキ11013 - タキ11020）
  - 三菱重工業 2両 大協石油（タキ11021 - タキ11022）
- 昭和40年度 - 19両
  - 三菱重工業 4両 日本石油輸送（タキ11023 - タキ11026）
  - 日本車輌製造 2両 日本石油輸送（タキ11027 - タキ11028）
  - 日本車輌製造 3両 シェル石油（タキ11029 - タキ11030、タキ11041）
  - 日本車輌製造 10両 日本石油（タキ11031 - タキ11040）
- 昭和41年度 - 26両
  - 日本車輌製造 3両 日本石油輸送（タキ11042 - タキ11044）
  - 日本車輌製造 16両 日本石油（タキ11052 - タキ11067）
  - 三菱重工業 7両 日本石油輸送（タキ11045 - タキ11051）
- 昭和42年度 - 35両
  - 日本車輌製造 15両 日本石油（タキ11068 - タキ11082）
  - 日本車輌製造 2両 シェル石油（タキ11083 - タキ11084）
  - 日本車輌製造 13両 日本石油輸送（タキ11085 - タキ11097）
  - 日本車輌製造 5両 大協石油（タキ11098 - タキ11102）
- 昭和43年度 - 30両
  - 日本車輌製造 17両 シェル石油（タキ11103 - タキ11119）
  - 日本車輌製造 13両 日本石油輸送（タキ11120 - タキ11132）

### タキ6150形
30 t 積のパラフィン専用タンク車である。1967年に4両（タキ6150 - タキ6153）が日本車輌製造で製作された。
各年度による製造会社と両数は次のとおりである。（所有者は落成時の社名）
- 昭和41年度 - 3両
  - 日本車輌製造 3両 日本石油（タキ6150 - タキ6152）
- 昭和42年度 - 1両
  - 日本車輌製造 1両 日本石油（タキ6153）

## 運用の変遷
タキ11000形は北海道地区を中心に使われ、一部は本州地区でも使われた。積荷はC重油輸送のほか、機械油輸送などにも使われた。タキ6150形は根岸線根岸駅に常備され、東海道本線（高島線）新興駅から関西本線富田駅や四日市港駅へのパラフィン輸送にタキ17800形ととも使われた。1987年4月の国鉄分割民営化に際してはタキ11000形114両、タキ6150形4両を継承したが、タキ6150形は1999年（平成11年）11月までに廃車により形式消滅し、2010年（平成22年）4月時点ではタキ11000形12両が在籍する。